# Olenecamptus octopustulatus
Olenecamptus octopustulatus là một loài bọ cánh cứng trong họ Cerambycidae.